# Martin Maier (Schauspieler)
Martin Maier (* 1977) ist ein österreichischer Schauspieler.

## Schauspielkarriere
Er absolvierte von 1999 bis 2003 ein Theaterpraktikum an der Karl-Franzens-Universität in Graz. Martin Maier stand bisher am UniT Graz auf der Bühne. Neben Arbeiten für die Filmakademie macht er seine erste Erfahrung vor der Filmkamera in Helmut Köppings Komödie „Kotsch“. 
Bekannt ist er vor allem wegen der Rolle des Michael „Michi“ Obermaier in der österreichischen Daily Soap Mitten im 8en.